# 霍伊特萊克斯 (明尼蘇達州)
霍伊特萊克斯（英語：Hoyt Lakes）是一個位於美國明尼蘇達州聖路易斯縣的城市。

## 人口
根據2020年美國人口普查的數據，霍伊特萊克斯的面積為149.16平方千米，當中陸地面積為144.84平方千米，而水域面積為4.34平方千米。當地共有人口517人，而人口密度為每平方千米3人。